# عارضة التوازن

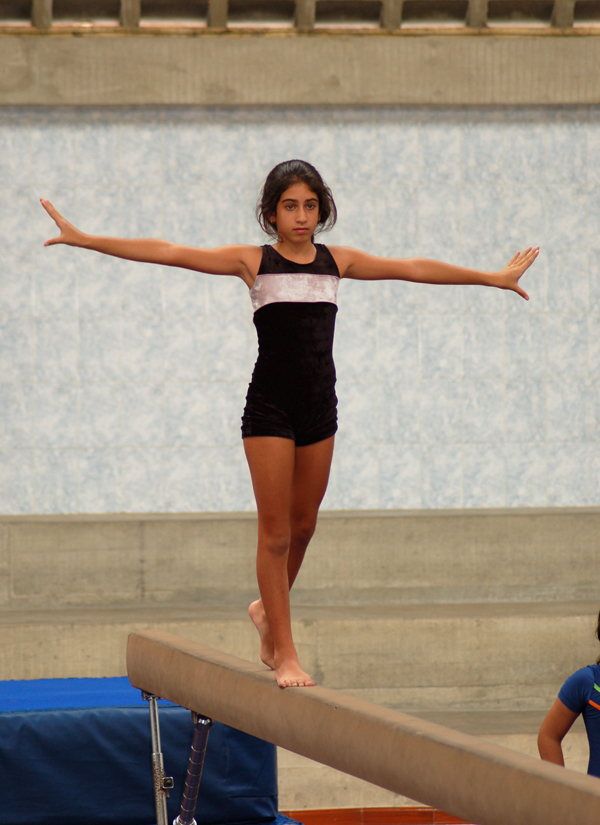

جهاز عارضة التوازن أحد اجهزة الجمباز للإناث، تجرى هذه المسابقة على عارضة خشبية طويلة عرضها 10سم. وتقوم اللاعبة بالقفز والوثب والجري والشقلبة فوقها، والاستفادة من الطول الكامل للعارضة. وأفضل اللاعبات هي التي تقوم بالحركات اللولبية والشقلبات إلى الخلف ودوران الجسم. ويجب ألا يقل وقت أداء الحركات عن دقيقة وعشر ثوان، ولايزيد على دقيقة وثلاثين ثانية.